# Août 2006 en Afrique

## 4 août
- Niger : Arrestation de Mamane Abou, directeur de publication de l’hebdomadaire privé Le Républicain et l’un de ses journalistes, Oumarou Keita, accusé de diffamation pour avoir publié un article qui affirmait que le Premier ministre lâchait l’occident pour se tourner vers l’Iran.

## 7 août
- Somalie : le Président somalien par intérim, Abdullahi Yusuf, a annoncé la dissolution du gouvernement. Ali Mohamed Gedi reste Premier ministre par intérim.

## 8 août
- Tchad : La cérémonie d’investiture du président Idriss Déby Itno, réélu pour troisième mandat le 3 mai 2006 a lieu à Ndjamena.

- Tchad, Soudan : les Présidents tchadien Idriss Déby Itno et soudanais Omar el-Béchir ont décidé de renouer les relations diplomatiques entre les deux pays, rompues en avril dernier. Les frontières communes aux deux pays ont été rouvertes.

## 11 août
- Guinée équatoriale : Le Premier ministre Miguel Abia Biteo Borico a présenté la démission de son gouvernement au président Teodoro Obiang Nguema Mbasogo qui l’a acceptée.

## 16 août
- Burkina Faso : La cour d’appel de Ouagadougou a jugé « irrecevable » l’appel déposé par la famille du journaliste assassiné Norbert Zongo. L’adjudant Marcel Kafando, inculpé dans l’affaire, avait été acquitté en juillet dernier.

## 22 août
- Égypte : Une collision entre deux trains dans le Nord du Caire, a fait 58 morts.

- Somalie : Ali Mohamed Gedi, Premier ministre par intérim, a nommé un nouveau gouvernement après la dissolution du gouvernement précédent le 7 août.

## 23 août
- Côte d’Ivoire : Pierre Schori, représentant spécial du secrétaire général des Nations unies en Côte d’Ivoire, a annoncé que les élections prévues le 31 octobre ne pourraient avoir lieu en raison du retard pris dans leurs préparations.

- République démocratique du Congo : Des affrontements, qui ont débuté le 21 août, entre les partisans de Joseph Kabila, président sortant et  ceux de Jean-Pierre Bemba, vice-président, ont fait 66 morts et blessés selon le ministre de l’Intérieur.

## 24 août
- Somalie : Sheikh Hassan Dahir Aweys, leader du Conseil suprême islamique de Somalie, a réclamé que les troupes éthiopiennes, accusées de soutenir le gouvernement intérimaire, quittent le pays, menaçant l’Éthiopie d’une guerre totale.

## 29 août
- Centrafrique : L’ancien Président Ange-Félix Patassé a été condamné par contumace à 20 ans de travaux forcés et environ 9 100 euros d’amende pour faux et usage de faux. Il est également accusé de détournements de fonds publics.

- République démocratique du Congo : Thomas Lubanga, le chef de l’Union des patriotes congolais (UPC), une milice basé dans l’est du pays, a été inculpé de crimes de guerre par la Cour pénale internationale (CPI), pour enrôlement et conscription d’enfants de moins de 15 ans.

## 30 août
- Égypte : Naguib Mahfouz, prix Nobel de littérature, est décédé à l’âge de 97 ans.

## 31 août
- Afrique du Sud : Le ministre des Arts et de la Culture, Pallo Jordan, a annoncé aux députés que l’Aéroport international de Johannesburg sera rebaptisé du nom d’Oliver Tambo, président du Congrès national africain (ANC) de 1967 à 1991.

- Soudan : Le Conseil de sécurité des Nations unies a adopté la résolution 1706 prévoyant de créer une force de maintien de la paix composée de 22 500 soldats au Darfour.